# Gare de Tallinn-Väikse
La gare de Tallinn-Väikse est une gare ferroviaire située dans l'arrondissement de Kesklinn de Tallinn en Estonie.